# آلبرتو چری
آلبرتو چری (ایتالیایی: Alberto Cerri؛ زادهٔ ۱۶ آوریل ۱۹۹۶) بازیکن فوتبال اهل ایتالیا است.